# Torre Pardalera
La Torre Pardalera és un edifici del municipi de Granollers (Vallès Oriental). Pertany a la xarxa de construccions duta a terme en el primer eixample del segle xix i principis del XX, fora del recinte de la ciutat. És una obra que forma part de l'Inventari del Patrimoni Arquitectònic de Catalunya.

## Descripció
És un habitatge de tipologia ciutat-jardí, alineat a dos carrers amb la façana principal al carrer del Rec. Aquest edifici de coberta composta de teula àrab, consta de planta baixa, pis i golfes, acabant en un potent ràfec recolzat en mènsules. La part posterior s'obre al jardí amb una terrassa. Es pot incloure dins l'estil noucentista en la seva vessant mediterranista, amb certs elements clàssics.
Les façanes, planes, estan estucades i pintades i es troben recolzades en un sòcol de pedra que enllaça amb el sòcol de la tanca del jardí. La façana principal, que dona al carrer del Rec, està composta simètricament segons tres eixos, amb buits de proporció vertical. Els d'arc pla estan emmarcats amb un fi guardapols, protegits per persianes de llibret mòbil o de corda. A l'eix central, sota la imposta del segon forjat, hi ha un esgrafiat de dibuixos geomètrics que incorpora la grafia "TORRE PARDALERA". En la planta baixa destaca la portalada d'arc de punt rodó, emmarcada amb clau i element esculturat. Els buits de planta baixa estan emfasitzats per un balcó corregut protegit amb barana de ferro que presenta dibuixos geomètrics propis del llenguatge noucentista. Per fi, en la planta de golfes hi ha una arqueria de tres arcs de punt rodó. L'horitzontalitat queda emfasitzada per les impostes perimetrals a nivell de forjat.